# تپه رواهل
تپه رواهل مربوط به عصر مس است و در شهرستان خرم‌آباد، بخش مرکزی، دهستان کرگاه شرقی، روستای دیناروند علیا واقع شده و این اثر در تاریخ ۲۲ اسفند ۱۳۸۵ با شمارهٔ ثبت ۱۸۱۶۴ به‌عنوان یکی از آثار ملی ایران به ثبت رسیده است.